# Паратрайк

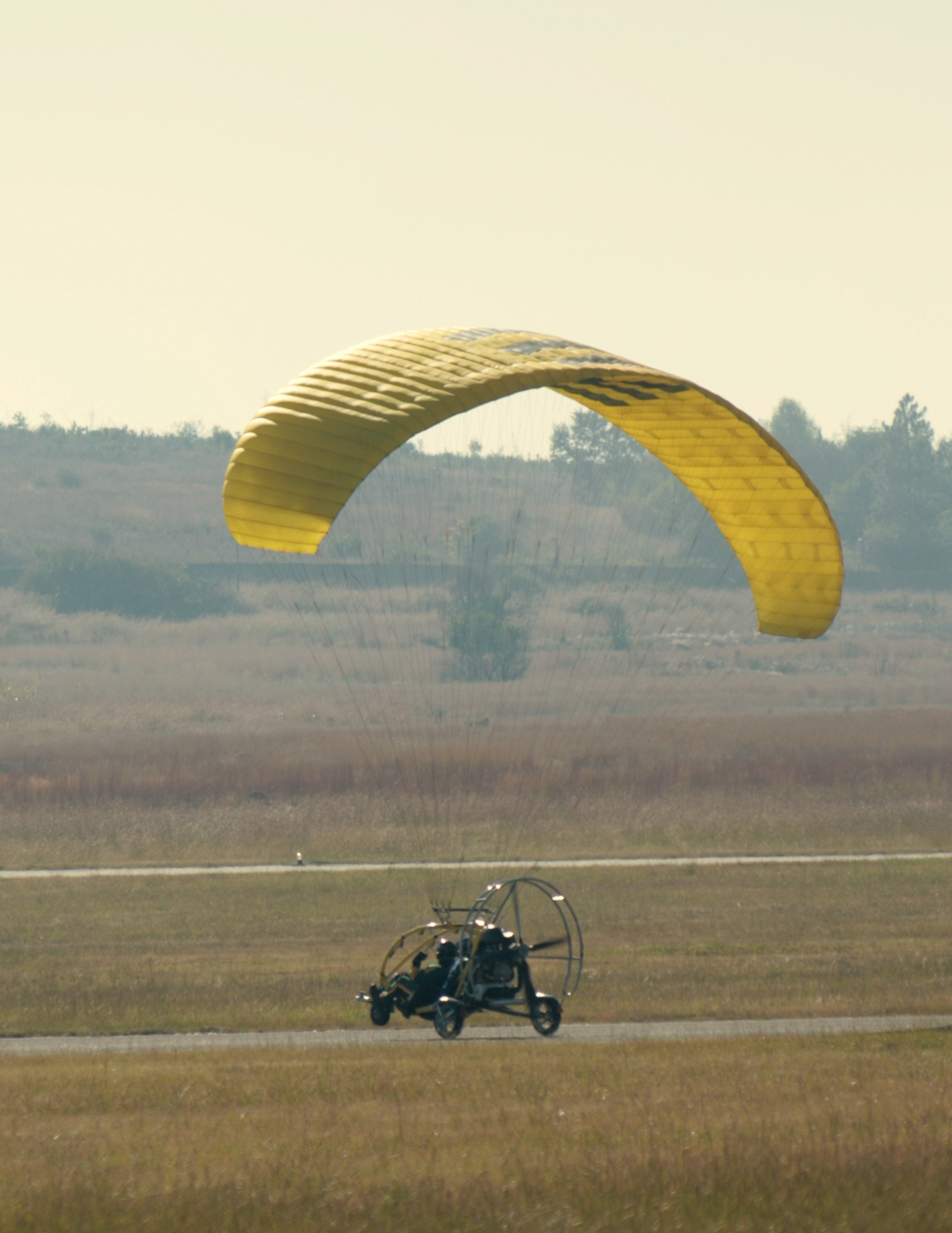

Паратрайк — моторний літальний апарат з крилом нежорсткої (парашутної) конструкції, оснащений колісним візком, на якому розташовується пілот.

## Конструкція
Складається з двох модулів:
- Серійний параплан або його спеціальна версія;
- Візок, що включає силову раму, шасі, сидіння пілота, двигун тощо.

## Рекорди
Рекорд на дальність безпосадочного перельоту встановлений в Україні. 24 жовтня 2012 року Павло та Дмитро Єсипчуки пролетіли з Києва до Криму, подолавши в цілому 663,64 км за 8,5 годин.